# 2. bosanski korpus (NOVJ)
2. bosanski korpus je bil partizanski korpus, ki je deloval kot del NOV in POJ v Jugoslaviji med drugo svetovno vojno.
Korpus je bil ustanovljen 11. maja 1943 in 5. oktobra 1943 je bil preimenovan v 5. korpus.

## Sestava
- 4. divizija
- 10. divizija